# 国勢統計区
日本の国勢調査における国勢統計区(こくせいとうけいく) は、人口20万人以上の都市、および、人口が20万人未満でも県庁所在地である都市について設定される集計単位で、長期間にわたって区画の変更を要しないよう考慮しながら、人口が概ね1万人程度（5,000人から2万人未満の範囲）となるよう、行政区画などに沿って区切られた区画。
国勢統計区は、昭和の大合併などによって都市規模が拡大した地域において、小地域の統計による把握のために、1970年の国勢調査の際に導入された。国勢統計区の画定に際しては、小・中学校区、支所・出張所の所管区域、合併前の自治体境界などが考慮される。
本来は、長期的に変動が少ない集計単位であることが意図されていたが、地域によっては特定の時点で国勢統計区の区画を見直したため一部で統計の不連続が生じていたり、「国勢調査の度に、国勢統計区に含まれる町の区域が変動」するような事態も生じている。
国勢統計区による集計は、都市部において「地域社会の特徴と密接な関係をもっている」データを扱う場合にはメッシュ地図より適切であると評価する研究者もおり、都市構造分析を国勢統計区による集計を用いて行うこともある。
1970年、1975年の国勢調査については『国勢統計区編』、1980年については『国勢統計区別集計結果』が独立した刊行物として作成されたが、その後は国勢統計区のみの集計は刊行されていない。